# Frasso Sabino
Frasso Sabino (U Fràssu in dialetto sabino) è un comune italiano di 726 abitanti della provincia di Rieti nel Lazio.

## Geografia fisica

### Territorio
Frasso Sabino sorge a 412 metri di altezza sul livello del mare, sulle propaggini meridionali dei monti Sabini. Nel territorio comunale nasce il fiume Farfa e sulla riva sinistra l'abitato. In località Le Capore sgorgano le sorgenti del fiume Farfa, l’antico Fabaris di Virgilio, riportato anche con la variante locale Farfar. Il toponimo Capore deriva dal latino caput (così come quello di Caporio, presso le sorgenti del Peschiera).

### Clima
Classificazione climatica: zona E, 2115 GR/G
Il paese è particolarmente ricercato per la villeggiatura, in quanto il clima fresco e asciutto è molto apprezzato durante i mesi estivi.

## Storia
È convinzione diffusa che il nome derivi dall'abbondanza dei frassini che circondavano il paese, benché oggi non ve ne sia quasi più traccia. Altre fonti vorrebbero il nome derivante dal latino "fraxum", posto di guardia, oppure dal fragoroso rumore delle sorgenti del fiume Farfa, che scorrono "fra i sassi" ed il cui suono è tuttora udibile. Il paese ha origini molto antiche, appartenendo all'abbazia di Farfa fin dalla fine del X secolo. La prima apparizione è infatti del 955 sul "Regestum Farfense", dove viene registrato che Sindari e Gauderisio donano all'abbazia terre "locus ubi dicitur ad Frassum". Successive citazioni compaiono nel corso di tutto l'XI secolo. Quindi il castello passò nelle mani della famiglia Brancaleoni e, successivamente ai Cesarini. Nel XVII secolo divenne proprietà degli Sforza Cesarini. Il castello passò poi alla Camera Apostolica ed in seguito allo Stato Pontificio. Infine venne annesso al Regno d'Italia.

### Simboli
Lo stemma e il gonfalone sono stati concessi con DPR dell'11 settembre 2001.
Il gonfalone è un drappo di bianco con la bordatura di azzurro.

## Monumenti e luoghi d'interesse

### Architetture militari

Castello Sforza Cesarini

Il castello, detto "Sforza Cesarini" dal nome della famiglia che più a lungo ne detenne il possesso. Oggetto di un recente restauro, il castello ha subito nei secoli numerose modifiche. L'edificio odierno si sviluppa su una precedente struttura e la presenza di beccatelli induce a datare la torre tra il XIV ed il XV secolo. Attualmente il castello ospita abitazioni private ed è sede, nel mese di agosto, della manifestazione concertistica "Frasso Musica".

### Aree archeologiche
Sul territorio comunale sono degne di menzione tre tombe di epoca romana, chiamate localmente “i Torracci". Particolarmente interessante è la Grotta dei Massacci, tomba monumentale di grandi dimensioni situata nel territorio di Osteria Nuova, frazione corrispondente alla stazione romana Ad Novas della via Salaria.

#### Grotta dei Massacci
La Grotta dei Massacci è una tomba monumentale del II secolo a.C. situata all'interno di un casale del Settecento nel territorio dell'Osteria Nuova, all'interno del comune di Frasso Sabino. È un grande monumento funerario costruito sovrapponendo enormi blocchi di calcare senza l'utilizzo di malta o altri leganti, attribuito all'antica e potente famiglia di proprietari terrieri dei Bruttii Praesentes. Il monumento presenta forma di thòlos, con un lungo corridoio in travertino locale che sbocca nella tomba vera e propria, una stanza di forma quadrata con volta a crociera.

## Società

### Evoluzione demografica
Abitanti censiti

### Etnie e minoranze straniere
Secondo i dati ISTAT al 31 dicembre 2015 la popolazione straniera residente era di 117 persone (15,75%). Le nazionalità maggiormente rappresentate in base alla loro percentuale sul totale della popolazione residente erano:
- Romania, 77 (10,36%)

## Cultura

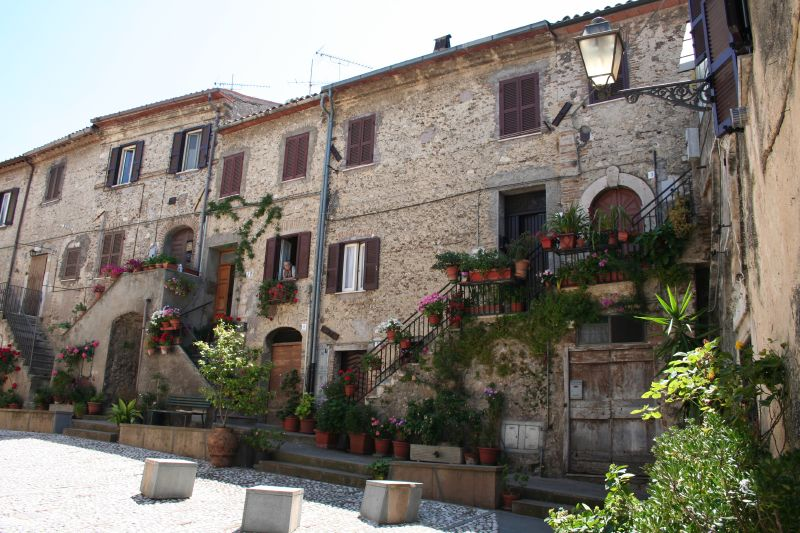
Scorcio del paese

### Istruzione

#### Ricerca
- Osservatorio Astronomico Comunale Virginio Cesarini - Frasso Sabino (157).

### Eventi
Frasso Sabino ospita numerose manifestazioni culturali nel corso dell'anno, organizzate dalla Pro Loco.
Il 5 gennaio c'è la "Pasquarella", canti popolari natalizi in giro per il paese.
Nel mese di febbraio, durante la domenica di Carnevale, si svolge la sfilata allegorica della "Pantasima", grande pupazzo che viene bruciato nella piazza del paese per simboleggiare la fine dell'anno passato.
Nel mese di agosto ha luogo la manifestazione concertistica "Frasso Musica", giunta nel 2024 alla 34ª edizione. Durante la manifestazione si alternano concerti di musica classica, lirica e folk. Sempre ad agosto, in occasione dei festeggiamenti dedicati al patrono San Pietro in Vincoli, si tiene la processione e la sfilata del "Canestro".
Particolarmente apprezzata è la manifestazione "Sfilata Frasso", sfilata di moda con abiti prodotti con materiale riciclato nata nel 2013 e premiata da Legambiente. Nel mese di ottobre il paese ospita "Frasso in Ottobre", rassegna gastronomica e culturale dedicata al prodotto tipico.
Frasso Sabino ospita nel suo territorio la Fiera di Osteria Nuova, importante mercato mensile di merci e bestiame istituito con Decreto Prefettizio nel 1955. La fiera si svolge ogni prima domenica del mese e vede ogni volta la partecipazione di trecento espositori ed oltre 15000 visitatori. È possibile acquistare prodotti del settore merceologico, alimentare, animali di bassa corte, bovini, ovini, equini e suini. In concomitanza con il mercato merceologico e boario si svolge anche il mercato agricolo di vendita diretta "La Piazza del Contadino", che porta a Frasso Sabino produttori ed artigiani che vendono direttamente i propri prodotti.

## Infrastrutture e trasporti

### Strade
Frasso si raggiunge con una breve diramazione della strada provinciale n. 42 "Mirtense", la strada che lo collega da un lato a Poggio Mirteto e Montopoli e dall'altro a Osteria Nuova e alla Salaria.
La Strada statale 4 Via Salaria è l'arteria di maggiore importanza, che collega il comune a Roma e al capoluogo Rieti.

## Amministrazione
Nel 1923 passa dalla provincia di Perugia in Umbria, alla provincia di Roma nel Lazio, e nel 1927, a seguito del riordino delle circoscrizioni provinciali stabilito dal regio decreto n. 1 del 2 gennaio 1927, per volontà del governo fascista, quando venne istituita la provincia di Rieti, Frasso Sabino passa a quella di Rieti.
| Periodo | Periodo | Primo cittadino     | Partito      | Carica  | Note |
| ------- | ------- | ------------------- | ------------ | ------- | ---- |
| 2014    | 2019    | Antonio Statuti     | lista civica | Sindaco |      |
| 2019    | 2024    | Quirino Bonaventura | lista civica | Sindaco |      |